# Riley Cooper
Riley Thomas Cooper (Oklahoma City, 9 settembre 1987) è un giocatore di football americano statunitense che gioca nel ruolo di wide receiver per i Philadelphia Eagles della National Football League (NFL). Fu scelto nel corso del quinto giro (157º assoluto) del Draft NFL 2010 dagli Eagles. Al college ha giocato a football all'Università della Florida vincendo due campionati NCAA.

## Carriera professionistica

### Philadelphia Eagles
Al Draft 2010, Cooper fu selezionato nel corso del quinto giro dai Philadelphia Eagles. Il primo touchdown lo segnò contro i Tennessee Titans il 24 ottobre 2010, l'unico della sua stagione da rookie, terminata con 116 yard ricevute.
Il secondo touchdown in carriera, Cooper lo segnò contro i New York Giants nella settimana 10 della stagione 2011 su un passaggio da Vince Young.
Il 28 luglio 2012 Cooper si ruppe una clavicola facendo ritorno a metà stagione contro i Dallas Cowboys segnando un touchdown su una ricezione a una mano. Un altro touchdown lo segnò nel secondo scontro dell'anno coi Cowboys e ancora con una ricezione a una mano.
Il primo touchdown della stagione 2013, Cooper lo segnò nella sconfitta della settimana 2 contro i San Diego Chargers e il secondo un mese dopo contro i Tampa Bay Buccaneers. Nella settimana 9, Cooper stabilì un nuovo primato personale segnando tre touchdown contro gli Oakland Raiders, nel giorno in cui il suo quarterback Nick Foles pareggiò il record NFL con 7 passaggi da touchdown. La domenica successiva guidò gli Eagles con 102 yard ricevute e segnò altri due touchdown nella vittoria in trasferta sui Green Bay Packers. Tornò a segnare nella vittoria per 54-11 della settimana 16 contro i Chicago Bears. Il 4 gennaio 2014, gli Eagles ospitarono i New Orleans Saints nel primo turno dei playoff. Cooper guidò i suoi con 68 yard ricevute e un touchdown ma la sua squadra fu eliminata con un punteggio di 26-24.
Il 27 febbraio 2014, Cooper firmò un prolungamento contrattuale della durata di cinque anni per un valore di 25 milioni di dollari, 8 milioni dei quali garantiti. Il primo TD lo segnò nella settimana 5 contro i Rams e altri due nel penultimo turno contro i Redskins.

## Controversia
Nel giugno 2013, Cooper era a un concerto di Kenny Chesney, ma gli è stato negato il backstage. Cooper era apparentemente sconvolto e iniziò a dirigere epiteti razziali contro i buttafuori che lo negavano nel backstage. I Philadelphia Eagles hanno risposto a questo incidente e hanno multato Cooper per un importo non divulgato e gli hanno raccomandato di sottoporsi a una consulenza per la gestione della rabbia prima che potesse tornare in squadra.

## Statistiche
| Ricezioni              | 93    |
| Yard ricevute          | 1.514 |
| Touchdown su ricezione | 13    |

Statistiche aggiornate alla stagione 2013